# Questenberkové
Questenberkové nebo Questenbergové (německy /von/ Questenberg) je starý ministeriální rod původem z Durynska. Své jméno odvozuje od stejnojmenného hradu Questenbergu, nazvaného podle obce Questenbergu.

## Dějiny

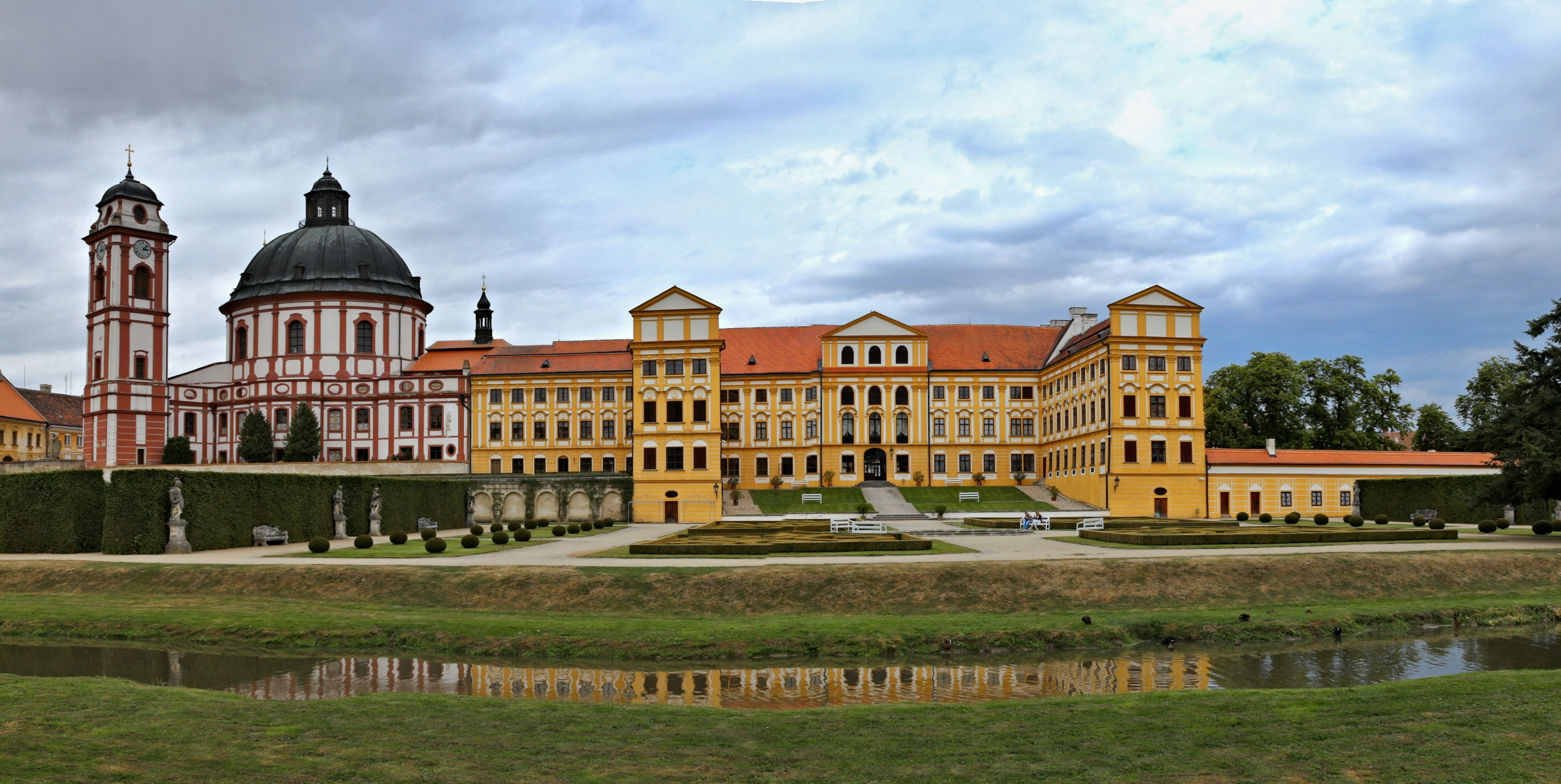
Zámek Jaroměřice nad Rokytnou

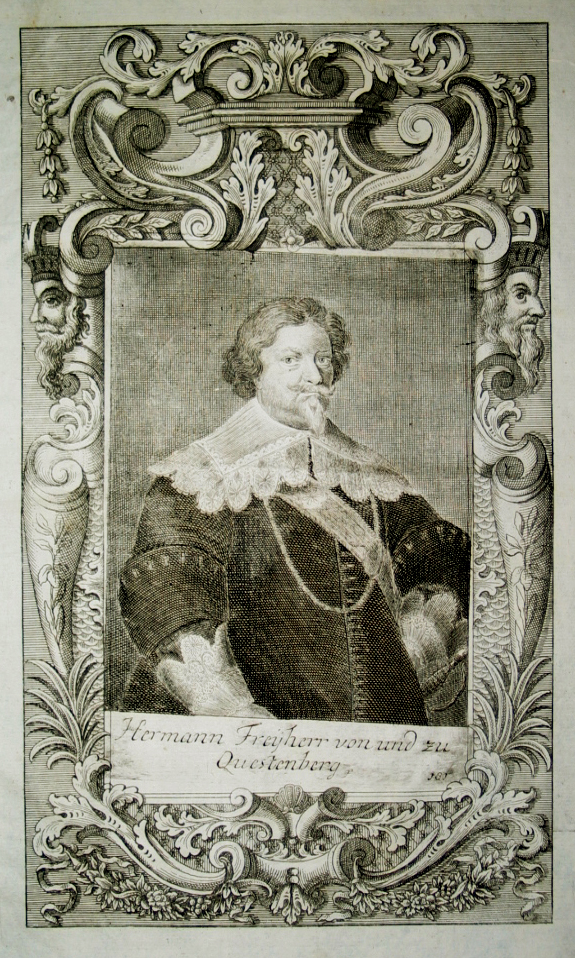
Heřman z Questenberka

Jedna z prvních písemných zmínek pochází z 24. února 1275, kdy je zmiňován jistý „Fredericus de Questenberg, servus“, panoš hraběte Fridricha z Beichlingenu, jako svědek. Poté se tento Fridericus objevuje ještě několikrát do roku 1303. Jiný člen rodu, „Heinricus de Questenberg“, je zmiňován v letech 1367 až 1369. Nejstarší zmínka o opevněném hradu Questenburg pochází z roku 1349. Tento hrad a panství Questenberkové opustili pravděpodobně po roce 1369 a usadili se mimo jiné jako měšťané v lübecké Hanze. Heřman z Questenberka (1294–1323, † 1348–1408), jeho syn: Tielmann z Questenberka (1345–1491, ženatý s Sybellou ze Zuchtejna, 1376–1408).
Rod se později rozšířil také v Rakousku a Čechách a dosáhl zde významných úřadů a poct. Císař Ferdinand III. 17. března 1627 udělil bratrům Gerhardovi a Heřmanovi z Questenberka diplom svobodných pánů. Linii z Questenburka byl roku 1661 v Čechách a na Moravě potvrzen rytířský stav. Císař Leopold I. povýšil diplomem z 25. ledna 1696 Gerharda svobodného pána z Questenberka do hraběcího stavu.
Poslední osobou hraběcí linie v Čechách byl Jan Adam hrabě z Questenberka, jímž roku 1752 vymřela. Jan Adam byl velikým podporovatelem hudby, na jeho zámku v Jaroměřicích se provozovala představení barokní opery v italštině, ale také v němčině a češtině. Na představení měli přístup také poddaní, což v té době nebylo obvyklé. Působili zde významní hudební skladatelé (Antonio Caldara, Johann Adolf Hasse, František Antonín Míča ad.)
V letech 1623 až 1752 drželi svobodní páni z Questenberka moravské panství Jaroměřice nad Rokytnou, v letech 1624 až 1752 Bečov.

## Erb
Rodový erb je zlatě a modře čtvrcený, nad ním je korunovaný lev. Na korunované přilbě s modro-zlatým krytím je šest pštrosích per, rovněž modře a zlatě čtvrcené.

## Významní členové rodu
- Gerhard z Questenberka (1586–1646), říšskoněmecký diplomat a státník, nabyvatel jaroměřického panství
- Kašpar z Questenberka (1571–1640), premonstrátský opat, generální vikář české provincie
- Jan Antonín z Questenberka (1633–1686)
- Jan Adam z Questenberka (1678–1752), císařský úředník, velký mecenáš umění